# Charles A. Culberson
Charles Allen Culberson, född 10 juni 1855 i Dadeville, Alabama, död 19 mars 1925 i Washington, D.C., var en amerikansk demokratisk politiker, guvernör i delstaten Texas 1895–1899 och senator för Texas 1899–1923.
Culberson studerade juridik vid University of Virginia och 1877 inledde han sin karriär som advokat i Jefferson, Texas. Tio år senare flyttade han till Dallas och valdes 1890 till delstatens justitieminister. Han omvaldes två år senare.
Culberson vann guvernörsvalen i Texas 1894 och 1896. Han profilerade sig som en konservativ demokrat. Han efterträdde 1899 Roger Q. Mills i USA:s senat. Han omvaldes tre gånger; två gånger av delstatens lagstiftande församling och sedan 1916 blev han folkvald. Han led av alkoholism och hade även andra hälsoproblem, vilket gjorde att han inte var i skick att åka till Texas för kampanjen 1916 men de som skötte kampanjen höll hans tillstånd hemligt för väljarna. Sex år senare upprepades situationen då Culberson inte var i skick att kampanja men ställde ändå upp. Sex demokrater utmanade honom i primärvalet. Earle B. Mayfield vann med en kampanj som försvarade alkoholförbudet. Culberson var känd motståndare till Ku Klux Klan medan Mayfield påstods åtnjuta klanens stöd även om han inte talade om saken offentligt.
Culberson avled i lunginflammation. Hans grav finns på Oakwood Cemetery i Fort Worth.